# 2022年哈塞克衝突
2022年哈塞克衝突是伊斯兰国發動的大规模攻击和监狱暴动，目的是从哈塞克的一座监狱內释放被捕的伊斯兰国武裝人員，该监狱位於叙利亚北部库尔德人羅賈瓦的控制之下 。叙利亚人权觀察表示这次袭击是伊斯兰国自2019年巴古斯村戰役以来發動的最大一次袭击。